# Waterzooi

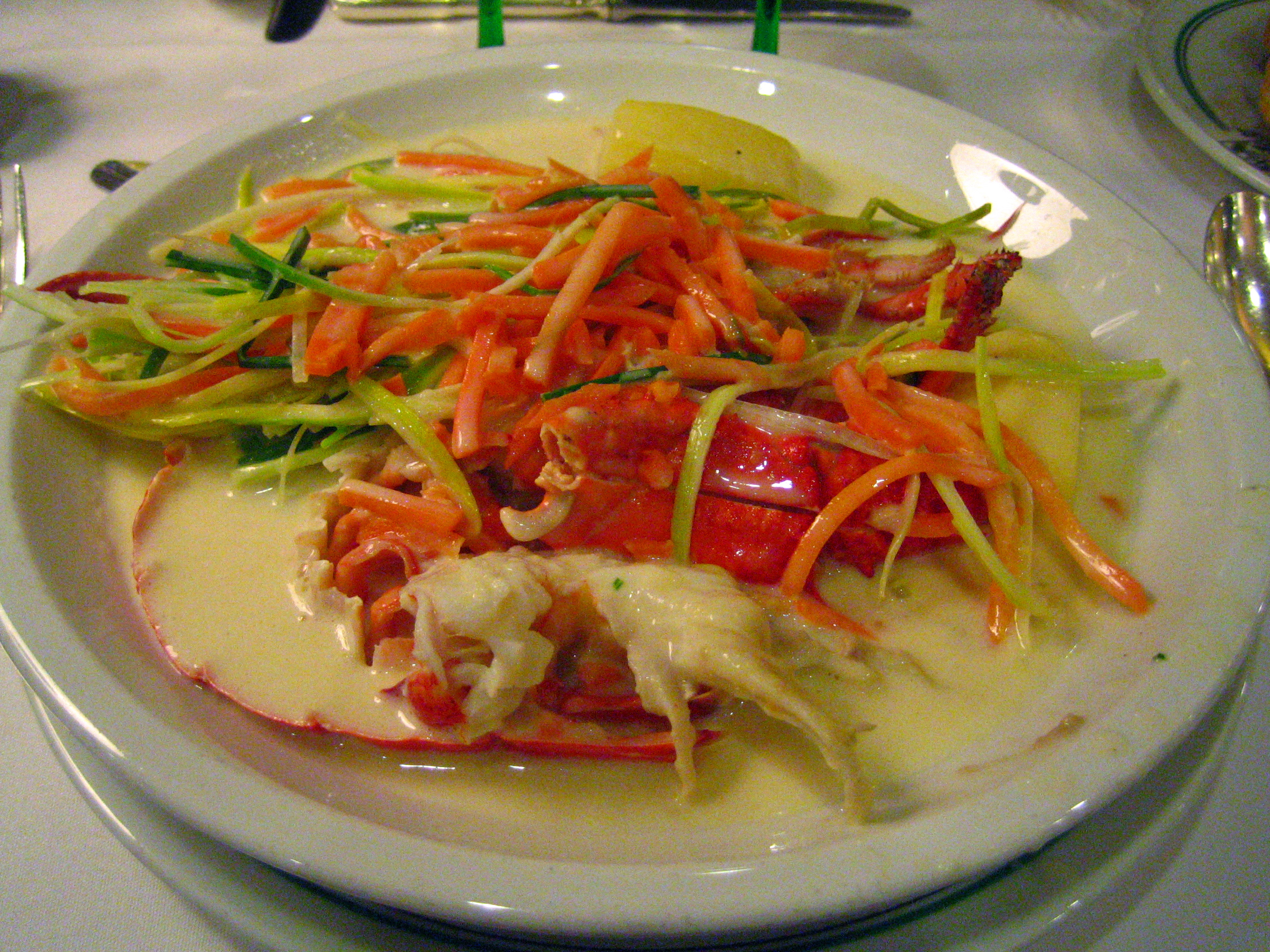
Waterzooi

Waterzooi (ostflämisch, etwa „Wassersud“) ist ein Eintopf der flämischen Küche. Er gilt als flämisches Nationalgericht und ist besonders in Gent verbreitet.
Grundlage der Waterzooi sind entweder beliebige Süßwasserfische oder Huhn und Kalbshaxe sowie Gemüse wie Möhren, Sellerie, Petersilienwurzel, Zwiebeln und Lauch, die zusammen mit Kräutern wie Petersilie, Thymian, Lorbeer und Salbei sowie Gewürzen wie Pfeffer und Gewürznelken in Wasser und Weißwein oder einer Brühe mit Butter ergänzt gegart werden.
Traditionell wird die Suppe mit Paniermehl gebunden, teilweise auch mit Sahne, Crème double oder Crème fraîche. Die Version mit Huhn kann auch mit Eigelb angedickt werden. Serviert wird Waterzooi traditionell mit gerösteten Weißbrotscheiben oder Pommes frites.